# Козак, Николай Михайлович
Никола́й Миха́йлович Коза́к (род. 26 декабря 1966, Новояворовск, Львовская область, Украинская ССР, СССР) — советский и российский актёр театра и кино. Заслуженный артист Республики Татарстан.

## Биография
Родился 26 декабря 1966 года в городе Новояворовске Украинской ССР. Окончил Львовскую театральную студию, работал в Академическом украинском театре имени М. К. Заньковецкой во Львове. В 1987 году поступил в Казанское театральное училище, по окончании которого в 1991 году был принят в труппу Казанского большого драматического театра имени В. И. Качалова, где прослужил пятнадцать лет, сыграв множество разноплановых ролей. В годы работы в Казани присвоено почётное звание «Заслуженный артист Республики Татарстан».
Некоторое время работал в Драматическом театре «Колесо» имени Г. Б. Дроздова в Тольятти и Красноярском драматическом театре имени А. С. Пушкина.
С января 2003 года снимается в кино.
В 2006 году переехал в Москву и получил приглашение в труппу Центрального академического театра Российской армии (ЦАТРА), на сцене которого служит по настоящее время. 
В 2011 году за роль капитана Александра Данилова в драматическом художественном фильме режиссёра Славы Росса «Сибирь. Монамур» был награждён призами «За лучшую мужскую роль» на кинофестивалях в Оренсе (Испания), в Монако и «Амурская осень» в Благовещенске.
Женат на актрисе театра и кино Елене Пантюшиной. Две дочери.

## Творчество

### Роли в театре

#### Казанский большой драматический театр имени В. И. Качалова(1991—2005)
- «Коварство и любовь» Ф. Шиллер — Фердинанд
- «Идиот» Ф. М. Достоевский — Рогожин
- «Дядя Ваня» А. П. Чехов — доктор Астров
- «Вишнёвый сад» А. П. Чехов — Лопахин
- «Пиковая дама» А. С. Пушкин — Герман
- «Фрёкен Юлия» А. Стринберг — Ян
- «Женитьба» Н. В. Гоголь — Подколёсин
- «Банкрот» А. Н. Островский — Подхалюзин
- «Приглашение в замок» Ж. Ануй — Фредерик
- «Поминальная молитва» Ш. Алейхем— Перчик

#### Центральный академический театр Российской армии (ЦАТРА)(с 2006)
- «Севастопольский марш» по Л. Н. Толстому — капитан Калугин
- «Гамлет» У. Шекспир — Клавдий
- «Волки и овцы» А. Н. Островский — Василий Иванович Беркутов
- «Одноклассники» Ю. Поляков — Виктор Черметов
- «Царь Фёдор Иоаннович» А. К. Толстой — Борис Федорович Годунов

### Фильмография
- 2003 — «Неотложка» (серия № 4 «Дискета») — Андрей, бандит
- 2005 — «Адъютанты любви» — генерал Уваров
- 2006 — «Шпионские игры» (фильм № 6 «Без прикрытия») — наёмный убийца
- 2007 — «Платина» — Сергей
- 2007 — «Адвокат 4» (фильм № 6 «Кровавый спорт») — свидетель по делу
- 2007 — «Экстренный вызов» (фильм № 4 «Смертельный диагноз») — Зосимов
- 2007 — «Час Волкова» (фильм № 27 «Китайский след») — Зяблов
- 2008 — «Позвони в мою дверь» — тренер
- 2008 — «Автобус» (серия № 15 «Глас народа») — «Бывалый»
- 2008 — «Если нам судьба» — «Седой», сотрудник силовых структур, один из «отцов города»
- 2008 — «Закон и порядок. Преступный умысел 2» (фильм № 5 «Лучшая защита») — Пётр Ильич Балуев
- 2008 — «Завещание ночи» — Нирах
- 2009 — «Правосудие волков» — старший сержант в поезде
- 2009 — «Днепровский рубеж» — Пауль Шмидт
- 2009 — «Разжалованный» — 2-й рядовой
- 2009 — «Захватчики» — Алексей Чеглоков
- 2009 — «Скоро весна» — начальник
- 2009 — «Гетто» — Тупак Шакур
- 2009 — «Хранитель» (серии № 9-12) — Вальтер, начальник службы безопасности Фогеля
- 2009 — «Кока-кола» — Эль Капоне
- 2010 — «Дом образцового содержания» — «Дзержинский» и «Удав»
- 2010 — «Чучело 2» — Степаныч
- 2010 — «Утомлённые солнцем 2. Предстояние» — эпизод
- 2010 — «Южный календарь» — Ушаков
- 2010 — «Голоса» (серия № 16) — начальник службы безопасности
- 2010 — «Последняя встреча» — Андрей Викторович Лобусов, подполковник КГБ СССР, куратор группы
- 2010 — «„Алиби“ на двоих» (фильм № 2 «Возвращение») — Леонид Беркович, уголовник
- 2010 — «Москва. Центральный округ 3» (фильм № 7 «Рецидивист») — «Комар»
- 2011 — «Команда 8» — Алексей Пыльнер, следователь
- 2011 — «Сибирь. Монамур» — Александр Сергеевич Данилов, капитан
- 2011 — «Каменская 6» (фильм № 2 «Простая комбинация») — Андрей Викторович Белозёров, специалист «по решению проблем»
- 2011 — «Чужие крылья» — Бадштубер, полковник германской жандармерии
- 2011 — «БАгИ» — директор казино
- 2011 — «Побег. Новый сезон» — помощник генерала Соболева
- 2011 — «Сахар» — «Хард»
- 2011 — «Игра» — Николай Владимирович Денисов, майор ФСБ
- 2011 — «Лесник» (фильм № 10 «Сын на три дня») — Юрий Михайлович Ершов («Ёрш»)
- 2011 — «Казнокрады» (фильм № 4 «Трофейное дело») — Иван Серов
- 2011 — «Следственный комитет» — Рощин
- 2011 — «Ялта-45» — сотрудник НКВД
- 2011 — «Камень» — Владимир (Влад) Гиреев, крупный бизнесмен, отец похищенного маньяком мальчика Коли
- 2012 — «Казак» — Тимофей Андреевич Петров, новый атаман казачьей станицы
- 2012 — «Легавый» — Михаил Николаевич Зеньков («Мишка Чалый»), «вор в законе», друг Козырева
- 2012 — «ЧС (Чрезвычайная ситуация)» — Андрей Романович Костюк, руководитель бригады спасателей
- 2012—2014 — «Карпов» — Борис Николаевич Иващук (три сезона)
- 2013 — «Истребители» — Павел Алексеевич Терентьев, капитан, заместитель командира полка по политчасти
- 2013 — «Морские дьяволы. Смерч судьбы» (фильм № 7 «Барьер (Багира)») — Николай Лукин
- 2014 — «Инквизитор» — Алексей Михайлович Тимофеев, капитан полиции, следователь, сотрудник следственной группы районного Следственного комитета, заместитель Геннадия Геращенко
- 2014 — «Тихая охота» (фильм № 5 «Слепая ярость») — Слава Дробот
- 2014 — «Старшая дочь» — Алексей Прохоров («Прохор»), криминальный «авторитет»
- 2014 — «Легавый 2» — Михаил Николаевич Зеньков («Мишка Чалый»), «вор в законе», друг Козырева
- 2014 — «Законы улиц» — Евгений Летнёв («Литой»), криминальный «авторитет»
- 2014 — «Екатерина» — граф Александр Иванович Шувалов, начальник Тайной канцелярии
- 2014 — «Старое ружьё» — капитан Зеленский
- 2014 — «Розыгрыш» — Евгений, начальник охраны Долгожилова
- 2014 — «Форт Росс. В поисках приключений» — граф Александр Христофорович Бенкендорф
- 2014 — «Перевозчик» — Фидель Комаров
- 2015 — «Игра. Реванш» — Николай Владимирович Денисов, подполковник ФСБ
- 2015 — «Ковчег Марка» — Павел Николаевич Кузьмин («Кузьмич»), тренер по биатлону Марка Ледогорова
- 2015 — «Скольжение» — Игорь Андреевич
- 2016 — «Крыша мира» — Ян Игоревич Шубин, отец Ольги
- 2016 — «София» — Фёдор Давыдович Хромый, воевода и боярин на службе Великого князя Московского
- 2016 — «Викинг» — Лют, дружинник Ярополка
- 2016 — «Лучик» — Юрий Иванович Торгаев, следователь, майор полиции
- 2017 — «Живой» — Борис Петрович Бойко, полковник ФСБ
- 2017 — ««Большие деньги» («Фальшивомонетчики»)» — Иван Семёнович Филиппов, полковник полиции
- 2017 — «Посольство» — Хенрик Крамер, бизнесмен, двоюродный брат Карела Шульца
- 2017 — «Крылья империи» — Новиков, большевик, бывший царский офицер
- 2017—2018 — «Ивановы-Ивановы» (серии № 10, 16, 29) — Вадим Михайлович Иващук, майор полиции
- 2018 — «Тот, кто читает мысли (Менталист)» — Денис Вавилов, начальник службы безопасности компании «Гутмар»
- 2018 — «Спящие 2» — Сергей Алексеевич Воронцов, полковник
- 2018 — «Теория вероятности» («Игрок») — Вадим Семёнович Писаренко, начальник службы безопасности казино
- 2018 — «Фото на память» — Павел Андреевич Голунов
- 2018 — «Декабристка» — Кравченко, «смотрящий» в бараке
- 2018 — «Тренер» — сотрудник полиции
- 2018 — «Хорошая жена» — Владимир Иванович Харитонов, эксперт по баллистике
- 2018 — «Вокально-криминальный ансамбль» — «Немой»
- 2018 — «Годунов» — Бецкий, воевода
- 2018 — «Чужая кровь» — Лаврентьев, капитан
- 2018 — «Возмездие» — Александр Боев
- 2018 — «Пуля» — Максим Леонидович Сизов, частный детектив
- 2019 — «СМЕРШ» — Владимир Павлович Лосев, генерал-лейтенант, командующий Волховским фронтом
- 2019 — «Коп» — Иван Сергеевич Гаврилов, подполковник СК РФ
- 2019 — «Галка и Гамаюн» — Артур Моховец
- 2019 — «Сторож» — «Гнутый»
- 2019 — «Небо измеряется милями» — Чеботарёв, комиссар
- 2019 — «Всё равно тебя дождусь» — Стас Никодимов, лесник
- 2019 — «Зулейха открывает глаза» (серия № 5) — Тихомиров
- 2019 — «Три капитана» — Иван Легостаев, бывший взрывотехник МВД РФ и сослуживец капитанов Виктора Серёгина, Джокера и Александра Пехоты
- 2020 — «Мятеж» — Геккель
- 2020 — «Нагиев на карантине 2» — военный
- 2021—2022 — «Чикатило» — Александр Семёнович Ковалёв, начальник уголовного розыска, полковник (два сезона)
- 2021 — «Преступление 2» — Валерий, друг Немченко, офицер ФСБ
- 2021 — «Заповедный спецназ» — Фёдор Яковлевич Якушев («Федька Фейерверк»), криминальный авторитет
- 2021 — «Вампиры средней полосы» — следователь
- 2021 — «Чернобыль» — Борис Никонович Бобылин, полковник, военный водолаз
- 2021 — «Топор. 1943» — Николай, немецкий майор-снайпер
- 2021 — «Свет в твоем окне» — Олейников
- 2021 — «Призрак» — Олег Анатольевич Богданов, начальник службы безопасности
- 2021 — «По ту сторону смерти 2» — Белевич, адвокат
- 2021 — «Вне себя» — сотрудник СБ
- 2021 — «Хозяин» — Юрий Колесников
- 2021 — «Старые шишки» — Николай Николаевич Чердынцев, кандидат в депутаты
- 2022 — «Золото» — Константин Ольшанский
- 2022 — «1941. Крылья над Берлином» — Григорий Захарович Оганезов, комиссар авиаполка
- 2023 — «Стражник» — Николай Иванович Царёв, отец Михаила
- 2023 — «Сержант 2» — Гладков
- 2023 — «Морячка» — Игорь Таврос
- 2023 — «Два берега» — Егор Устинович Сколчин
- 2023 — «Спасская. Новые серии» — Александр Злобин
- 2023 — «Заповедный спецназ 2» — Фёдор Яковлевич Якушев («Федька Фейерверк»), криминальный авторитет
- 2023 — «Вася не в себе» — отчим Васи
- 2023 — «Уголь» — Егор
- 2024 — «Неукротимая Неупокоева» — Антонов
- 2024 — «Тень Чикатило» — Александр Семёнович Ковалёв, начальник уголовного розыска, полковник
- 2024 — «Горячая точка 3» — Павел Игнатьевич Верников, подполковник милиции, зам.начальника ГУВД
- 2024 — «Варшава'21» — Рассел, агент ЦРУ в Польше
- 2024 — «Жизнь по вызову 3» — Исаев
- 2024 — «Столыпин» — Бирилёв
- 2024 — «Длительные свидания»
- 2025 — «Постучись в мою Тверь» — Кощей
- 2025 — «Гипнозис» — Тихонов
- 2025 — «Кракен» — вице-адмирал Соколов
- 2025 — «Солдатская мать» — Шкуровский
- 2025 — «Стражник 2» — Николай Иванович Царёв, отец Михаила
- 2025 — «Постучись в мою дверь 2 — отец Киры
- 2025 — «Князь Андрей» — боярин Рагулин
- 2026 — «Рождение империи» — генерал Ренне

## Призы и награды
- 2011 — XVI International Film Festival, Оренсе, Галисия, Испания — Best Actor Award — Николай Козак («Сибирь. Монамур»)[4].
- 2011 — IX Фестиваль «Амурская осень» в Благовещенске — Приз за лучшую мужскую роль — Николай Козак («Сибирь. Монамур»)[5].
- 2012 — VII Monaco Charity Film Festival (MCFF) в Монако — Приз за лучшую мужскую роль («Сибирь. Монамур»)[6].